# Compsophorus seyrigi
Compsophorus seyrigi är en stekelart som beskrevs av Heinrich 1938. Compsophorus seyrigi ingår i släktet Compsophorus och familjen brokparasitsteklar. Utöver nominatformen finns också underarten C. s. subviolaceus.